# NGC 6796
NGC 6796 este o galaxie situată în constelația Dragonul. A fost descoperită în 5 iulie 1885 de către Lewis A. Swift. Se află la o distanță de 38,02 de megaparseci de Pământ.